# Elijah Kelley

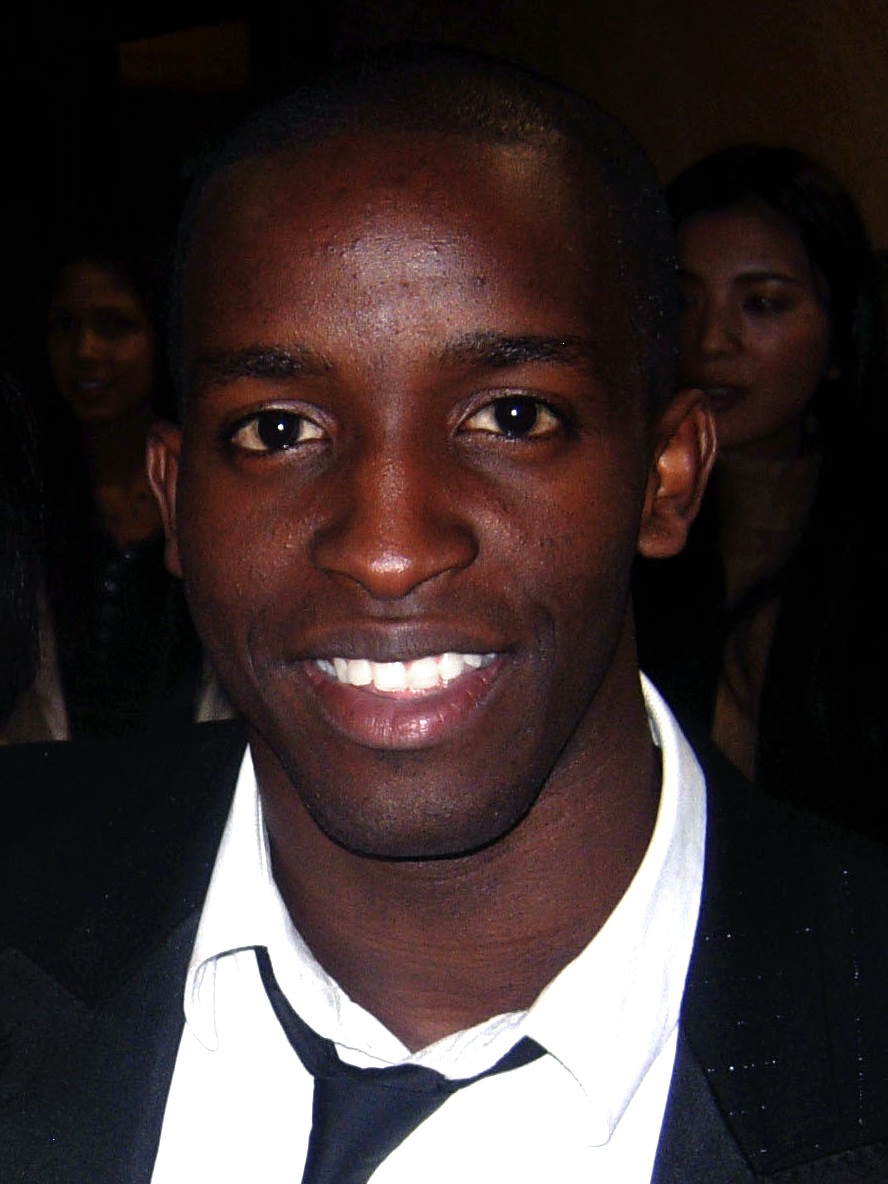
Elijah Kelley (2008)

Elijah Kelley (* 1. August 1986 in LaGrange, Georgia) ist ein US-amerikanischer Schauspieler, Sänger und Tänzer.

## Leben
Während seiner Jugend sammelte Elijah Kelley erste Gesangserfahrungen als Mitglied des regionalen Gospelchors der Kirchengemeinde. Schon als Kind war er mehrfach in Werbespots von Coca-Cola zu sehen und spielte kleinere Rollen in Fernsehfilmen wie Mama Flora’s Family oder A Lesson Before Dying. Er übernahm erste Hauptrollen in Aufführungen an der Troup County High School in La Grange, wo er auch seinen Schulabschluss machte. Angeblich hat er während seiner Jugend nur einen einzigen Tanzkurs besucht.
Er zog mit seinen Eltern nach Kalifornien und übernahm Engagements in Fernsehserien. So spielte er etwa in Episoden von The Shield – Gesetz der Gewalt und Numbers – Die Logik des Verbrechens, bevor er 2007 durch seine kleine Hauptrolle im Musikfilm Hairspray neben Queen Latifah und Zac Efron bekannt wurde.
Auf dem Soundtrack zu Sex and the City – Der Film ist Kelley mit dem Song Dangerous vertreten.

## Filmografie

### Kinofilme
- 2000: 28 Tage (28 Days)
- 2006: Dance! Jeder Traum beginnt mit dem ersten Schritt (Take the Lead)
- 2007: Hairspray
- 2012: Red Tails
- 2013: Der Butler (The Butler)
- 2015: Strange Magic (Stimme)

### Fernsehserien
- 2005: The Shield – Gesetz der Gewalt (The Shield)
- 2005: Alle hassen Chris (Everybody Hates Chris)
- 2006: Numbers – Die Logik des Verbrechens (Numb3rs)
- 2017–2018: Star (Fernsehserie)